# Трој (Монтана)
Трој (енгл. Troy) град је у америчкој савезној држави Монтана.

## Демографија
По попису из 2010. године број становника је 938, што је 19 (-2,0%) становника мање него 2000. године.
| Група             | 2000.       | 2010.       |
| Белци             | 909 (95,0%) | 872 (93,0%) |
| Афроамериканци    | 0 (0,0%)    | 2 (0,2%)    |
| Азијати           | 1 (0,1%)    | 5 (0,5%)    |
| Хиспаноамериканци | 13 (1,4%)   | 18 (1,9%)   |
| Укупно            | 957         | 938         |